# Камишин
Камишин (рус. Камышин) град је у Русији у Волгоградској области. Према попису становништва из 2010. у граду је живело 119.924 становника.

## Становништво
Према прелиминарним подацима са пописа, у граду је 2010. живело 119.924 становника, 7.967 (6,23%) мање него 2002.
| 1939.  | 1959.  | 1970.  | 1979.   | 1989.   | 2002.   | 2010.   |
| ------ | ------ | ------ | ------- | ------- | ------- | ------- |
| 23.981 | 56.511 | 97.242 | 111.565 | 122.463 | 127.891 | 119.565 |